# Heladiusz z Toledo
Heladiusz (Eladiusz) z Toledo (zm. 632 lub 633) – minister na dworze wizygockiego króla Sisebuta, arcybiskup Toledo (od 615), święty Kościoła katolickiego.
Urodził się w Toledo w Hiszpanii. Przebywał często w opactwie Agli (inne nazwy: Agali, Agallia) k. Toledo, którego opatem został w 605 roku. Jego uczniami byli m.in. późniejsi arcybiskupi Toledo: Eugeniusz I i Eugeniusz II.
Był jednym z uczestników synodu w 589 roku. Miał przyczynić się do wygnania Żydów z Hiszpanii.
Jego wspomnienie liturgiczne obchodzone jest 18 lutego.